# Bosentan
Bosentan, bozentan – organiczny związek chemiczny z grupy sulfonamidów, lek sierocy stosowany w leczeniu tętniczego nadciśnienia płucnego. Jest podwójnym antagonistą receptora endotelinowego. 
Został wyprodukowany w szwajcarskiej firmie farmaceutycznej Actelion. Na rynku występuje pod nazwą handlową Tracleer.